# Menceyato de Icode

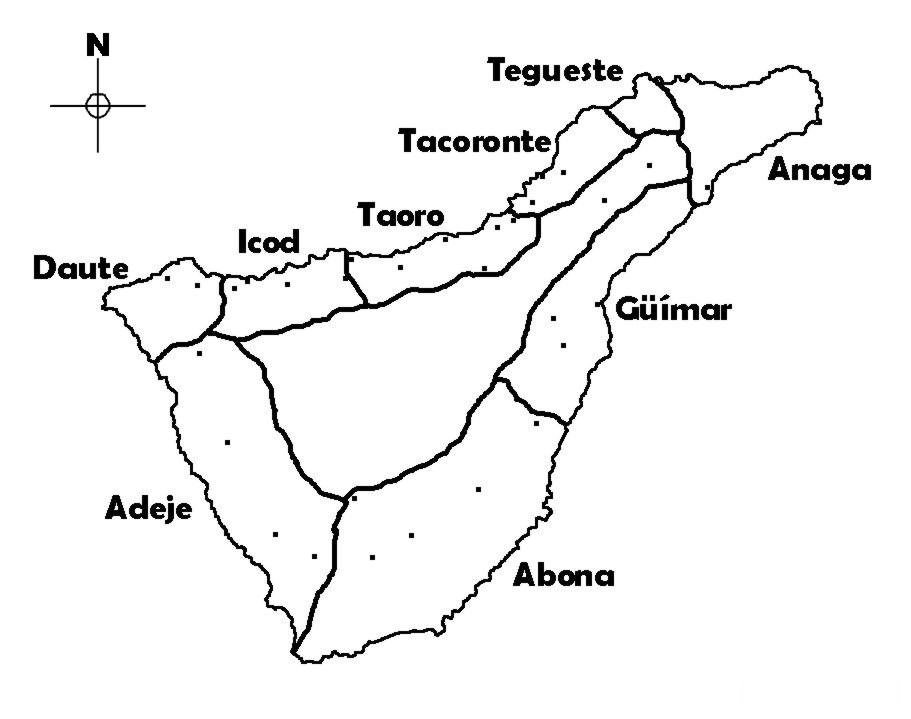
Menceyatos de Tenerife

Le Menceyato de Icode était l'une des neuf collectivités territoriales des Guanches de l'île de Tenerife, aux îles Canaries, au moment de la conquête de la Couronne de Castille dans le XVe siècle.
Ce royaume guanche était situé au nord-ouest de l'île et occupait les communes de El Tanque, La Guancha, Icod de los Vinos et une partie de Garachico.
Ses mencey bien connus (rois guanches) furent Chincanairo et Pelicar.

## Note
1. ↑  Conquista y antiguedades de las islas de la Gran Canaria y su descripción, con muchas advertencias de sus privilegios, conquistadores, pobladores, y otras particularidades en la muy poderosa isla de Tenerife  (Trad.Spa :"La conquista e i reperti delle isole Gran Canaria con la loro descrizione, sui privilegi, i conquistatori, i coloni, e altre caratteristiche della potente isola di Tenerife")